# Umbriatico
Umbriatico község (comune) Calabria régiójában, Crotone megyében.

## Fekvése
A megye északi részén fekszik. Határai: Campana, Carfizzi, Cirò, Crucoli, Pallagorio, Scala Coeli és Verzino.

## Története
A település neve először a 12. század elején szerepel dokumentumokban Briaticu formában. A régészeti leletek tanúsága alapján története az ókorra nyúlik vissza. Valószínűleg az enotrik alapították. A pun háborúk idején Hannibal karthágói vezér erődítményt épített a vidéken. A 19. század elején nyerte el önállóságát, amikor a Nápolyi Királyságban felszámolták a feudalizmust.

## Népessége
A népesség számának alakulása:

## Főbb látnivalói
- San Donato-katedrális
- Santa Maria Addolorata-templom